# Jan D. Lüttringhaus
Jan D. Lüttringhaus (* 1980) ist ein deutscher Rechtswissenschaftler und Professor in Hannover.

## Leben
Er studierte Rechtswissenschaft an den Universitäten Passau, Aix-en-Provence (Maîtrise en droit), Bonn und an der Columbia Law School New York (LL.M.) (2006 Erste Juristische Staatsprüfung; 2009 Promotion an der Universität zu Köln bei Heinz-Peter Mansel; 2011 Zweite Juristische Staatsprüfung; 2017 Habilitation an der Universität Hamburg bei Jürgen Basedow). Er war von 2006 bis 2009 wissenschaftlicher Assistent und von 2011 bis 2018 wissenschaftlicher Referent am Max-Planck-Institut für ausländisches und internationales Privatrecht und Lehrbeauftragter an der Universität Hamburg. Er vertrat Lehrstühle in Münster und Hamburg. Seit 2019 lehrt er als Universitätsprofessor für Bürgerliches Recht und Versicherungsrecht an der Juristischen Fakultät der Universität Hannover.
Seine Forschungsschwerpunkte sind bürgerliches Recht; internationales Privat- und Verfahrensrecht; Zivilverfahrensrecht; Wirtschaftsrecht, insbesondere Versicherungsrecht und Rechtsvergleichung.

## Schriften (Auswahl)
- Grenzüberschreitender Diskriminierungsschutz – das internationale Privatrecht der Antidiskriminierung. Tübingen 2010, ISBN 978-3-16-150244-6.
- Vertragsfreiheit und ihre Materialisierung im Europäischen Binnenmarkt. Die Verbürgung und Materialisierung unionaler Vertragsfreiheit im Zusammenspiel von EU-Privatrecht, BGB und ZPO. Tübingen 2018, ISBN 3-16-155765-4.